# Zygothrica orbitalis
Zygothrica orbitalis är en tvåvingeart som först beskrevs av Alfred Sturtevant 1916.  Zygothrica orbitalis ingår i släktet Zygothrica och familjen daggflugor. Inga underarter finns listade i Catalogue of Life.